# Baisse de la note de la dette publique américaine
La baisse de la notation de la dette publique américaine par l'agence Standard & Poor's est une première pour les États-Unis puisqu'ils étaient notés AAA par S&P depuis la création de l'agence en 1941. Elle est intervenue le 5 août 2011 passant de AAA à 'AA+' après que l'agence eut indiqué dès avril 2011 qu'elle l'envisageait face aux blocages politiques sur le relèvement du plafond de la dette américaine.
Le communiqué de presse accompagnant la décision précise :

« La dégradation reflète notre opinion sur le plan de consolidation fiscale récemment négocié entre l'Administration et le congrès n'est pas suffisant par rapport à ce qui, à nos yeux, serait nécessaire pour stabiliser la dynamique de la dette gouvernementale à moyen terme.
Plus généralement, la dégradation reflète notre vue que l'effectivité, la stabilité et la prédictibilité de la politique et des institutions politiques américaines ont été affaiblies à une période où de challenges fiscaux et économiques à un degré plus important que celui que nous avions envisagé quand nous avions émis une perspective négative le 18 avril 2011. »

Surtout, cet abaissement est accompagné d'une perspective négative soulignant le risque de voir l'agence dévaluer de nouveau la dette américaine.

## Les origines
La dure récession qu'a traversée l'économie américaine de fin 2007 à mi-2009 a plombé sérieusement les finances publiques des États-Unis. Le retour de la croissance n'a pas permis de rétablir l'équilibre du budget. Ce dernier dépasse, depuis le vote par le Congrès et le Sénat du relèvement du plafond de la dette, le seuil symbolique des 100 % du PIB (14 580,7 milliards de dollars).
De plus, avec 9 % du produit intérieur brut, le Fonds monétaire international prévoit un des déficits budgétaires les plus élevés du G20 avec celui du Japon (229 %).

## Les réactions
Le Trésor américain a reproché à Standard & Poor's « Une appréciation entachée d'une erreur de 2 000 milliards de dollars parle d'elle-même »
La Chine, premier créancier mondial des États-Unis, estime qu'elle avait « désormais tous les droits d'exiger des États-Unis qu'ils s'attaquent à leur problème structurel de dette ».
Le Japon, deuxième détenteur mondial de la dette américaine, assure, lui, que « sa confiance dans les bons du Trésor américain et sa stratégie d'achats de ces bons restaient inchangées ».
En France, le ministre de l'Économie François Baroin réaffirme sa « totale confiance dans la solidité de l'économie américaine. »
Les deux autres agences — l'américaine Moody's et la française Fitch Ratings — ont maintenu leur triple A. S&P devient la deuxième agence à abaisser la note de la dette américaine après la plus récente agence chinoise Dagong. Toutefois, Moody's a également attribué une perspective « négative. »
Seuls 16 pays disposent à ce jour du triple A dont quatre pays du G7 (l'Allemagne, le Canada, la France et la Grande-Bretagne).
La première puissance mondiale rejoint ainsi le Japon, l'Espagne et l'Irlande qui ont perdu ce statut envié. Les répercussions sur les marchés financiers seront importantes avec des baisses majeures (le CAC 40 enregistrera une 11e séance de baisse le lundi 8 août).

## Référence
1. 1 2  Standard & Poor's retire la note «AAA» des États-Unis, Le Figaro, 6 août 2011
2. ↑  (en) Swann, Nikola G et al., « United States of America Long-Term Rating Lowered To 'AA+' Due To Political Risks, Rising Debt Burden; Outlook Negative », Standard & Poor's, 5 août 2011 (consulté le 23 juin 2013)
3. ↑  Le Sénat américain entérine le compromis sur la dette, Le Figaro, 2 août 2011
4. ↑  La dette américaine au-dessus de 100 % du PIB, Le Figaro, 4 août 2011
5. ↑  Dette : les Etats-Unis perdent leur note «triple A» et protestent, Le Parisien, 6 août 2011
6. ↑  « Le monde vu par les agences de notation », Le Figaro, 24 juin 2011